# Araucosimus orfilanus
Araucosimus orfilanus är en tvåvingeart som beskrevs av Cortes 1979. Araucosimus orfilanus ingår i släktet Araucosimus och familjen parasitflugor. Inga underarter finns listade i Catalogue of Life.